# Daniel Filipacchi
Daniel Filipacchi francia laptulajdonos, médiaszemélyiség, műgyűjtő; az 1960-as évek elejétől kezdve több jelentős és sikeres franciaországi szórakoztató zenei rádióműsor, illetve jó néhány magazin létrehozója, illetve tulajdonosa volt.

## Élete
Fotográfusként kezdte a pályáját, a Paris Match című újságnál, annak 1949-es alapításától kezdve, de emellett már korán részt vett dzsesszkoncertek népszerűsítésében, majd egy kis lemezkiadót is indított. Az 1960-as évek elejének Franciaországában, amikor a dzsessz még nemkívánatos műfaj volt a kormánykézben lévő francia rádiókban, Filipacchi (aki addigra már széles körű elismertséget vívott ki magának a dzsesszműfajok szakértőjeként), egy társával, Frank Ténot-val együtt egy újszerű műsort indított az Europe 1 rádiócsatornán, Pour ceux qui aiment le jazz ("Azoknak, akik szeretik a dzsesszt") címmel, amely műsor úgyszólván azonnali népszerűségre tett szert.
Ugyancsak az 1960-as évek elején beindított egy másik rádióműsort is, melynek modellje a Dick Clark's American Bandstand című amerikai műsor volt, Salut les copains címmel, amely gyakorlatilag önálló műfajt teremtett: e műsor volt az egyik legnagyobb hatással a yé-yé irányzat létrejöttére és alakulására. A rádióműsor sikerének hatására néhány éven belül egy nyomtatott magazin is indult ugyanilyen címmel, a rajongók által csak Salut!-ként emlegetett, majd idővel át is nevezett folyóirat rövidesen már egymilliós példányszámban kelt el. Filipacchi rádiója amerikai és francia rockzenét egyaránt játszott, és nagy mértékben befolyásolta – már az 1960-as évek elejétől kezdődően – a fiatal francia generációk kultúrájának formálódását.
Filipacchi 1964-ben megszerezte a Cahiers du cinéma című magazint is, amely akkor komoly pénzügyi gondokkal küszködött, és a tulajdonosok rávették Filipacchit, hogy vásárolja meg a lap többségi részesedését, hogy így mentse meg, és tegye a fiatalok számára is vonzóvá a folyóiratot. Az 1968-as francia diáklázadások után azonban – látva a Cahiers átpolitizálódását is, amiben jelentős része volt az akkoriban nyíltan maoista elveket valló Jean-Luc Godard filmrendezőnek, Filipacchi úgy döntött, hogy megszabadul a laptól, és 1969-ben eladta részesedéseit.
A következő években több új magazint indított, illetve sok meglévőnek lett a tulajdonosa, így például 1976-ban megszerezte a Paris Match fölötti jogokat is; az általa birtokolt lapok között tinilányoknak szóló folyóiratok éppúgy szerepeltek, mint felnőttmagazinok, köztük a Playboy és a Penthouse francia kiadásai.

## Műgyűjtői tevékenysége
Filipacchit a világ jelentősebb műgyűjtői között tartják számon, gyűjteményének anyagából 1996-ban kiállítást is szerveztek a párizsi Modern Művészetek Múzeumában, majd 1999-ben a New York-i Guggenheim Múzeumban. Gyűjtőként főként a szürrealista festmények érdeklik.

## Magánélete
Az 1960-as években feleségül vette Sondra Peterson divatmodellt. Két gyermekük született, Craig és Amanda Filipacchi, utóbbi regényíró lett. Van egy lánya, Mimi, egy korábbi házasságából.

## Fordítás
Ez a szócikk részben vagy egészben  a   Daniel Filipacchi című angol Wikipédia-szócikk fordításán alapul.  Az eredeti cikk szerkesztőit annak laptörténete sorolja fel. Ez a jelzés csupán a megfogalmazás eredetét és a szerzői jogokat jelzi, nem szolgál a cikkben szereplő információk forrásmegjelöléseként.